# سوكويلاموس (سيوداد ريال)
بلدية سوكويلاموس (بالإسبانية: Socuéllamos)‏، هي إحدى بلديات مقاطعة سيوداد ريال إحدى مقاطعات إسبانيا، والتي تقع في منطقة قشتالة لا منتشا وسط إسبانيا.
يبلغ عدد سكانها 12.333 نسمة وفقاً لإحصائية سنة (2007).

## أعلام
- روبرتو بارا